# Francesco Pieri (vescovo)
Francesco Pieri (Acquapendente, 3 giugno 1902 – Acquapendente, 15 maggio 1961) è stato un vescovo cattolico italiano, vescovo di Orvieto dal 1941 al 1961.

## Biografia
Nato da umile famiglia nella cittadina di Acquapendente (alto viterbese, non lontano dai confini con l'orvietano), ebbe un fratello sacerdote ed una sorella monaca di clausura, morti entrambi in giovane età. Compì gli studi nei seminari di Acquapendente e Montefiascone, per conseguire il dottorato in teologia presso il Collegio Leonino di Anagni il 31 luglio 1927. Ordinato diacono ad Anagni il 31 luglio 1925, ricevette l'ordinazione sacerdotale il 3 aprile 1926 nella cattedrale di Acquapendente dal vescovo Tranquillo Guarneri.
Sin da giovanissimo ebbe alcuni incarichi nella diocesi di Acquapendente. Nell'agosto del 1927 fu nominato cancelliere vescovile; nel 1929 docente di teologia presso il seminario diocesano, nel 1930, a soli 28 anni, divenne canonico della cattedrale.
Ben presto la Curia romana lo chiamò presso la congregazione concistoriale, ove prese servizio nel 1934 col rango di officiale. A Roma Pieri ricopriva anche il ruolo di assistente diocesano di Azione Cattolica e spesso si dedicava alla predicazione nelle più importanti basiliche. Il 2 gennaio 1941, a soli 38 anni, fu nominato vescovo titolare di Germa di Galazia e coadiutore con diritto di successione dell'ormai novantenne vescovo di Orvieto Salvatore Fratocchi. Il 26 gennaio ricevette l'ordinazione episcopale dal cardinale Raffaele Carlo Rossi in San Lorenzo in Lucina. Il 19 marzo fece ingresso nella diocesi di Orvieto, il 6 dicembre, in seguito alla morte del Fratocchi, ne divenne vescovo.

### Vescovo di Orvieto
Giunse ad Orvieto in qualità di coadiutore, in giovanissima età (era il più giovane vescovo d'Italia). La sua condotta nell'ufficio di governatore civile della città, assunto nei giorni del passaggio del fronte di guerra, gli valse il titolo di defensor civitatis.
I fedeli orvietani infatti gli riconoscono il merito di aver salvato la Cattedrale e l'antico centro storico dalla devastazione. Fu invece per lui fonte di dolore la tragica sorte di sette orvietani, fucilati dai nazifascisti dopo un processo sommario in una località campestre non lontana dalla città il 29 marzo 1944. In occasione del primo anniversario dell'eccidio si diffusero insinuazioni, poi rivelatesi infondate, circa una sua presunta colpevolezza indiretta, in quanto responsabile di non essersi attivato per salvare la vita ai sette. Sarà poi accertato che l'esecuzione avvenne repentinamente, senza alcun preavviso, e che dall'arresto alla fucilazione non trascorsero che poche ore.
Pieri sostenne l'infondatezza delle accuse rivoltegli la sera del 30 marzo 1945, venerdì Santo, nell'allocuzione al rientro della processione del Cristo Morto nella Chiesa di Sant'Andrea e nell'omelia del solenne Pontificale di Pasqua, in Duomo, pronunziata dinanzi ai presunti autori della campagna denigratoria.
Partecipò al congresso eucaristico nazionale del 1949, alla Peregrinatio del Sacro Corporale in Roma in occasione dell'Anno Santo 1950, al sinodo diocesano del 1956. Prese le difese del suono delle campane nel periodo bellico, donò una preziosa lampada votiva alla Madonna di San Brizio al termine del conflitto, ideò il Corteo Storico in occasione della Processione del Corpus Domini. Oggi è ritenuto un conservatore per il suo rigore morale e dottrinale, morì alla vigilia del Concilio Vaticano II.

### Alcuni significativi episodi
Pieri prestò servizio militare negli anni venti presso un reggimento di fanteria di stanza a Napoli. Da tale esperienza nacque probabilmente la sua ammirazione per il mondo delle forze armate e durante il suo episcopato partecipò alle occasioni cerimoniali che vedevano protagonisti i reparti di stanza ad Orvieto. Ciò accrebbe, in particolar modo presso i detrattori, la sua fama di conservatore.

### Morte
Da qualche tempo affetto da disturbi cardiocircolatori, nella primavera del 1961 si aggravò. Domenica 14 maggio 1961 si recò nella più isolata parrocchia della diocesi, San Pietro Aquaeortus, ove amministrò il sacramento della cresima. Lunedì 15 si recò ad Acquapendente, dove in occasione della tradizionale festa della Madonna del Fiore partecipò alla processione serale ma, giunta questa nella piazza della cattedrale, entrò in Chiesa e si accasciò al suolo. Subito soccorso dai canonici che lo avevano visto abbandonare la processione, morì dopo aver ricevuta l'assoluzione sacramentale.

## Genealogia episcopale
La genealogia episcopale è:
- Cardinale Scipione Rebiba
- Cardinale Giulio Antonio Santori
- Cardinale Girolamo Bernerio, O.P.
- Arcivescovo Galeazzo Sanvitale
- Cardinale Ludovico Ludovisi
- Cardinale Luigi Caetani
- Cardinale Ulderico Carpegna
- Cardinale Paluzzo Paluzzi Altieri degli Albertoni
- Papa Benedetto XIII
- Papa Benedetto XIV
- Papa Clemente XIII
- Cardinale Marcantonio Colonna
- Cardinale Giacinto Sigismondo Gerdil, B.
- Cardinale Giulio Maria della Somaglia
- Cardinale Carlo Odescalchi, S.I.
- Cardinale Costantino Patrizi Naro
- Cardinale Lucido Maria Parocchi
- Papa Pio X
- Cardinale Gaetano De Lai
- Cardinale Raffaele Carlo Rossi, O.C.D.
- Vescovo Francesco Pieri